# DJ Plague
Pour les articles homonymes, voir Wright et Ian Wright (homonymie).
Cet article concerne le producteur musical canadien. Pour le footballeur britannique, voir Ian Wright.
DJ Plague, de son vrai nom Ian Wright, né le 15 janvier 1979, à Toronto, en Ontario, est un producteur et disc jockey de speedcore canadien. Il est cofondateur du label Canadian Speedcore Resistance (CSR), label dont la notoriété est grandissante dans la scène musicale canadienne.

## Biographie
Ian Wright est né le 15 janvier 1979 à Toronto, en Ontario. En 1996, Wright assistait le plus souvent aux performances de DJ Dominik qui était, selon lui, le « seul DJ à Toronto qui mixait [du] hardcore. » Essayant de marcher sur ses pas, Wright mixe de lui-même des morceaux de techno hardcore, et ainsi commence sa carrière musicale. « Cependant une fois que j’ai commencé à acheter des disques, le hardcore est soudainement devenu lent et ennuyeux. Alors j’ai découvert Shockwave et des labels anglais comme Area 51 et plus tard Deathchant. C’est là que j’ai décidé de jouer du hardcore rapide, ou du speedcore, comme on dit. »
En 2001, Wright fait la rencontre du disc jockey canadien Interrupt Vector. Partageant un intérêt commun pour le speedcore, les deux décident de fonder le label Canadian Speedcore Resistance (CSR). Lancé grâce à la création du site web speedcore.ca, et aux raves organisées à Montréal par un autre DJ speedcore québécois nommé Terrorist Kriss, la scène du speedcore grandit au Canada. Pendant ses prestations scéniques, DJ Plague porte le plus souvent un masque de monstre ou une cagoule, qui lui donne intentionnellement l'image d'un terroriste.
En 2003, DJ Plague mixe lors d'événements en Italie et en Suisse. Il s'ensuit par une tournée en Europe, durant deux mois, aux Pays-Bas, en Allemagne, en Suisse et en France. Le label a également participé à une vidéo de l'événement Hellraiser aux Pays-Bas. Il décide d'emménager en Europe dans les années 2000.
Le 18 septembre 2017, Plague est annoncé à l'événement Hardcore Gadiators de décembre la même année avec notamment Dione, Rotterdam Terror Corps et Dr. Peacock.